# Linia kolejowa nr 887
Linia kolejowa nr 887 – jednotorowa, niezelektryfikowana linia kolejowa znaczenia miejscowego, łącząca rozjazd 1. na posterunku odgałęźnym Jup (Julian Pomocniczy) z bocznicą szlakową KWK Julian.
Linia umożliwiała eksploatację Kopalni Węgla Kamiennego Julian przez pociągi jadące z kierunku Radzionkowa.